# Penzendorf (Schwabach)
Penzendorf (fränkisch: Bendsaduaf) ist ein Gemeindeteil der kreisfreien Stadt Schwabach (Mittelfranken, Bayern). Die Gemarkung Penzendorf hat eine Fläche von 8,308 km². Sie ist in 4191 Flurstücke aufgeteilt, die eine durchschnittliche Fläche von 1982,30 m² haben. In ihr liegen neben dem namensgebenden Ort die Gemeindeteile Limbach und Nasbach.

## Geographie
Das Kirchdorf liegt am Mittellauf der Rednitz im Osten des Schwabacher Stadtgebiets. Im Süden liegt das Waldgebiet Graben. Der Ort ist über die Bundesautobahn 6 und die Bundesstraße 2 an den Fernverkehr angeschlossen. Die Staatsstraße 2239 führt nach Schwabach (2,8 km westlich) bzw. nach Neuses (2 km nordöstlich). Eine Gemeindeverbindungsstraße führt nach Igelsdorf zur Staatsstraße 2409 (1,2 km südlich).

## Geschichte
Penzendorf war wohl im 9./10. Jahrhundert zur Verteidigung des Rednitzübergangs angelegt worden und entwickelte sich langsam talaufwärts. Die unregelmäßige Blockgemenflur verweist auf dieses hohe Alter. Der Ort lag verkehrsgünstig an der Rednitzterrassenstraße, die bereits in vorkarolingischer Zeit angelegt wurde und von Fürth nach Weißenburg führte, und an einer Altstraße aus der Zeit der Karolinger, die von Schwabach nach Altdorf führte.
1253 wurde der Ort erstmals urkundlich erwähnt, als ein gewisser „Friedrich de Bencendorf“ eine klösterliche Schenkung bezeugte. Das Bestimmungswort des Ortsnamens ist Benzo, der Personenname des Siedlungsgründers. Der Ort war ursprünglich ganz im Besitz des Klosters Ebrach, kam dann aber nach und nach in Besitz der Burggrafschaft Nürnberg. Im burggräflichen Urbar von 1410 wurden als Besitz 2 Höfe, 4 Halbhöfe, 1 Gütlein und 1 Seldengütlein angegeben. Im Urbar von 1434 wurden 5 Güter und 4 Seldengüter angegeben, die nunmehr der Markgrafschaft Ansbach unterstanden und 1 Hof, der dem Kloster Ebrach unterstand. 1732 gab es laut den Oberamtsbeschreibungen von Johann Georg Vetter in Penzendorf 13 Anwesen, von denen 12 Anwesen dem Fürstentum Ansbach (Kastenamt Schwabach: 11, Spital Schwabach: 1) unterstanden und 1 Anwesen dem Amt Katzwang des Klosters Ebrach.
Gegen Ende des 18. Jahrhunderts gab es in Penzendorf 17 Anwesen und ein Gemeindehirtenhaus. Das Hochgericht übte das brandenburg-ansbachische Oberamt Schwabach aus. Die Dorf- und Gemeindeherrschaft hatte das Kastenamt Schwabach. Grundherren waren das Fürstentum Ansbach (Kastenamt Schwabach: 1 Ganzhof, 2 Dreiviertelhöfe, 2 Halbhöfe, 4 Gütlein, 1 Gastwirtschaft, 2 Leerhäuser, 1 Mahl-, Öl- und Walkmühle, 1 Eisenhammer, 1 Spiegelglas-Schleif- und Polierwerk; Spital Schwabach: 1 Gütlein) und das Amt Katzwang des Klosters Ebrach (1 Ganzhof). 1802 gab es im Ort 16 Anwesen, von denen 15 dem Oberamt Schwabach unterstanden und 1 dem Amt Katzwang.
Von 1797 bis 1808 unterstand der Ort dem Justiz- und Kammeramt Schwabach. 1806 kam Penzendorf an das Königreich Bayern. Im Rahmen des Gemeindeedikts wurde Penzendorf dem 1808 gebildeten Steuerdistrikt Katzwang, Sektion II zugeordnet. 1818 entstand die Ruralgemeinde Penzendorf, zu der Limbach und Nasbach gehörten. Sie war in Verwaltung und Gerichtsbarkeit dem Landgericht Schwabach zugeordnet und in der Finanzverwaltung dem Rentamt Schwabach (1919 in Finanzamt Schwabach umbenannt). Ab 1862 gehörte Penzendorf zum Bezirksamt Schwabach (1938 in Landkreis Schwabach umbenannt). Die Gerichtsbarkeit blieb beim Landgericht Schwabach (1879 in Amtsgericht Schwabach umbenannt). Die Gemeinde hatte 1952 eine Gebietsfläche von 8,349 km².
Von 1947 bis 1952 war Penzendorf Sitz des Regierungsflüchtlingslagers III. des Landkreises Schwabach, wodurch viele Vertriebene und Flüchtlinge in den Ort kamen. In der Folgezeit stieg Penzendorfs Einwohnerzahl stark an.
Am 1. Januar 1956 wurden Limbach und Nasbach nach Schwabach eingemeindet, wodurch sich die Gebietsfläche auf 3,027 km² verringerte. Am 1. Juli 1972 wurde schließlich Penzendorf im Zuge der Gebietsreform in Bayern nach Schwabach eingegliedert.

### Baudenkmäler
- Bergstraße 1: ehemaliges Bauernhaus[18]
- Pfannenstiel 2: Bauernhof[18]
- Rennweg 4: ehemaliges Schulhaus[18]

### Einwohnerentwicklung
Gemeinde Penzendorf
| Jahr      | 1818   | 1840   | 1852   | 1855   | 1861   | 1867   | 1871   | 1875   | 1880   | 1885   | 1890   | 1895   | 1900   | 1905   | 1910   | 1919   | 1925   | 1933   | 1939   | 1946   | 1950   | 1952   | 1961  | 1970   |
| Einwohner | 336    | 306    | 326    | 330    | 366    | 324    | 358    | 361    | 390    | 365    | 355    | 336    | 377    | 390    | 420    | 383    | 400    | 614    | 909    | 1406   | 1550   | 1580   | 583   | 1156   |
| Häuser    | 49     | 49     |        |        |        |        | 60     |        |        | 55     | 58     |        | 64     |        |        |        | 75     |        |        |        | 194    |        | 112   |        |
| Quelle    | [ 20 ] | [ 21 ] | [ 22 ] | [ 22 ] | [ 23 ] | [ 24 ] | [ 25 ] | [ 26 ] | [ 27 ] | [ 28 ] | [ 29 ] | [ 22 ] | [ 30 ] | [ 22 ] | [ 31 ] | [ 22 ] | [ 32 ] | [ 22 ] | [ 22 ] | [ 22 ] | [ 15 ] | [ 22 ] | [ 1 ] | [ 33 ] |

Ort Penzendorf
| Jahr      | 001818 | 001840 | 001861 | 001871 | 001885 | 001900 | 001925 | 001950 | 001961 | 001970 | 001987 | 002017 | 002020 |
| Einwohner | 161    | 164    | 195    | 184    | 177    | 185    | 187    | 482    | 583    | 1156   | 1425   | 1237   | 1215   |
| Häuser    | 21     | 25     |        |        | 27     | 32     | 36     | 62     | 112    |        | 356    |        |        |
| Quelle    | [ 20 ] | [ 21 ] | [ 23 ] | [ 25 ] | [ 28 ] | [ 30 ] | [ 32 ] | [ 15 ] | [ 1 ]  | [ 33 ] | [ 34 ] | [ 35 ] | [ 2 ]  |

## Religion
Der Ort ist seit der Reformation evangelisch-lutherisch geprägt und war ursprünglich in die Stadtkirche St. Johannes und St. Martin (Schwabach) gepfarrt. Die Katholiken sind nach St. Sebald (Schwabach) gepfarrt. Heute hat Penzendorf zwei Kirchen: die 1952 erbaute evangelische Kirche St. Lukas, an die ein Kindergarten angegliedert ist, und die römisch-katholische Kirche St. Elisabeth, die zur Schwabacher Gemeinde St. Sebald gehört.

## Vereine
- Freiwillige Feuerwehr Schwabach-Penzendorf
- SV Eintracht Penzendorf 1962, Sportverein
- Xangsverein Penzendorf-Schwarzach, Gesangsverein (www.xangsverein.selfhost.eu)
- Die Kärwaboum und Kärwamadli, Ausrichter der jährlichen Kirchweih
- Freundeskreis "Pfanna"
- Jugendtreff Penzendorf e. V.